# Konji svetega Marka
Konji svetega Marka (italijansko Cavalli di San Marco), znani tudi kot Triumfalna kvadriga, je skupina rimskih bronastih kipov štirih konj, prvotno del spomenika s prikazom kvadrige (štirivprega, ki se je uporabljala za dirkanje z vozovi) ). Konje so postavili na fasado, na ložo nad verando bazilike svetega Marka v Benetkah, ob opustošenju Konstantinopla leta 1204. Tam so ostali, dokler jih ni ukradel Napoleon leta 1797, a so jih vrnili leta 1815. Odstranjeni so bili s fasade in postavljeni v notranjost svetega Marka za namen varstva in nadomeščeni z replikami na njihov položaj na loži.

## Izvor
Skulpture izvirajo iz antične dobe in so bile pripisane grškemu kiparju Lizipu iz 4. stoletja pred našim štetjem. Datacija v 2. ali 3. stoletje našega štetja je veliko bolj verjetna; znameniti konjeniški kip Marka Avrelija v Rimu (ok. 175 n. št.) je primerjava. Najverjetneje so bili nameščeni na vrhu slavoloka ali kakšne druge velike zgradbe, ki jo je morda naročil cesar Septimij Sever. Prvotno so bili narejeni za prestolnico Konstantinopel ali bili tam zagotovo pozneje.
Čeprav se imenuje bronasti, analiza kaže, da so bakreni vsaj 96,67%, zato jih je treba obravnavati kot nečisti baker in ne kot bron. Visoka vsebnost kositra je povečala temperaturo litja na 1200–1300 ° C. Baker visoke čistosti je bil izbran kot bolj zadovoljivo pozlatitev z živim srebrom.

## Zgodovina
Gotovo je, da so se konji, skupaj s kvadrigo, s katero so bili upodobljeni, dolgo prikazovali na Konstantinopelskem hipodromu; morda so »štirje pozlačeni konji, ki stojijo nad hipodromom«, ki »so prišli z otoka Hios pod Teodozijem II.«, omenjenim v 8. ali zgodnjem 9. stoletju Parastaseis syntomoi chronikai. Še vedno so bili tam leta 1204, ko so jih beneške sile iztrgale kot del pustošenja glavnega mesta bizantinskega cesarstva v četrti križarski vojni. Ovratnice na štirih konjih so bile dodane leta 1204, da bi zatemnile, kje so bile odstranjene glave živali, da bi jih lahko prepeljali v Benetke. Kmalu po četrtem križarskem pohodu je dož Enrico Dandolo poslal konje v Benetke, kjer so jih postavili na teraso fasade bazilike sv. Marka leta 1254. Tam jih je občudoval Petrarka .
Leta 1797 je Napoleon konje prisilno odstranil iz bazilike in jih odpeljal v Pariz, kjer so jih skupaj s kvadrigo uporabili pri načrtovanju slavoloka Arc de Triomphe du Carrousel.
Leta 1815 jih je kapetan Dumaresq vrnil v Benetke. Boril se je v bitki pri Waterlooju in bil z zavezniškimi silami v Parizu, kjer ga je avstrijski cesar Franc I. izbral, da Sname konje z Arc de Triomphe du Carrousel in jih vrne v sv. Marka v Benetkah. Za spreten način, s katerim je opravil to delo, mu je cesar dal zlato škatlo za njuhanje s svojimi začetnicami v diamantih. 
Konji so ostali do konca 1980-ih let dvajsetega stoletja nad sv. Markom, ko je nenehna škoda zaradi vse bolj onesnaženega zraka zahtevala njihovo zamenjavo z natančnimi kopijami. Od takrat so izvirniki na ogled samo znotraj bazilike.